# St. Gertrud (Obernzenn)

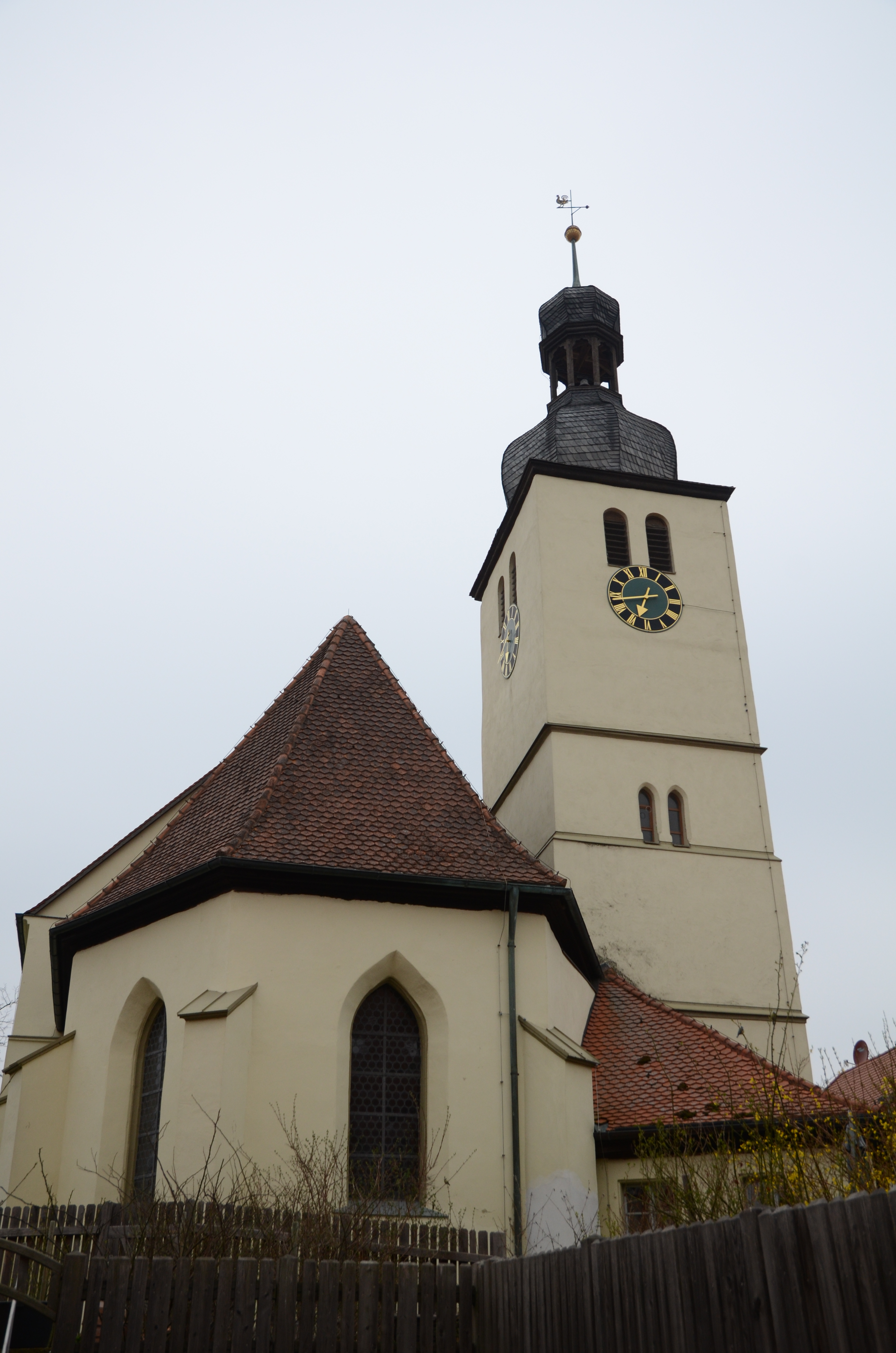
St. Gertrud (Obernzenn)

Die denkmalgeschützte, evangelische Pfarrkirche St. Gertrud steht in Obernzenn, einem Markt im Landkreis Neustadt an der Aisch-Bad Windsheim (Mittelfranken, Bayern). Die Pfarrkirche ist unter der Denkmalnummer D-5-75-156-3 als Baudenkmal in der Bayerischen Denkmalliste eingetragen. Die Pfarrei gehört zum Dekanat Bad Windsheim im Kirchenkreis Ansbach-Würzburg der Evangelisch-Lutherischen Kirche in Bayern.

## Beschreibung
Ein von Seckendorff ließ 1456 auf den Mauerresten der Vorgängerkirche eine neue Kirche bauen, von der noch heute der Chor aus einem Joch und 5/8-Schluss, der von Strebepfeilern gestützt wird, und ein Teil des Chorflankenturms an seiner Nordseite stehen. 1743 wurde unter dem westlichen Teil des Langhauses eine Gruft eingebaut. Die Sakristei wurde 1781 an den Chor angebaut. Das Langhaus wurde 1853 abgebrochen und in der heutigen Form neu gebaut. Dabei ging die Gruft verloren. Der Chorflankenturm wurde zur Unterbringung der Turmuhr und des Glockenstuhls aufgestockt und mit einer Welschen Haube bedeckt. Das achteckige Taufbecken von 1723 ist mit Ornamenten reich verziert. Der Altar und die Kanzel sind beide neugotisch und stammen aus der Zeit um 1853. Die Orgel mit 22 Registern, 2 Manualen und  Pedal wurde 1984 von Hey Orgelbau gebaut.